# Raimondo di Sangro

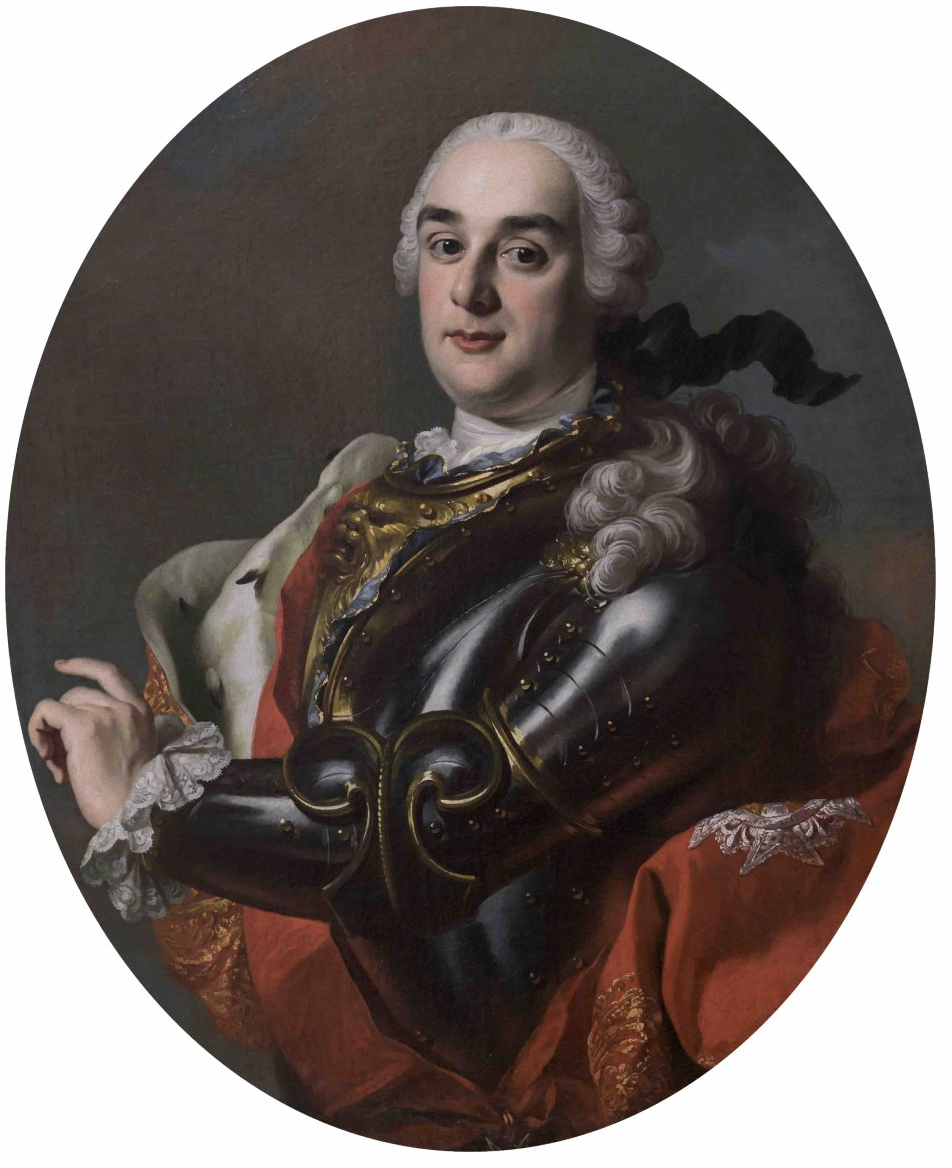
Raimondo di Sangro

Raimondo di Sangro, VII. Fürst von Sansevero (* 30. Januar 1710 in Torremaggiore; † 22. März 1771 in Neapel) war ein italienischer Aristokrat, Erfinder, Soldat, Schriftsteller und Wissenschaftler, der für die Restaurierung der Cappella Sansevero in Neapel zuständig war.
Der Vater des Fürsten war Antonio di Sangro, Herzog von Torremaggiore, und seine Mutter war Cecilia Gaetani dell’Aquila d’Aragona. Seine Mutter starb kurz nach seiner Geburt. Er wurde mit zehn Jahren ins Jesuitenkolleg nach Rom geschickt, wo er die bestmögliche Ausbildung erhielt.
Nach seiner Ausbildung wurde er Soldat König Karls III. von Bourbon. Für den König ließ Raimondo mehrere wasserdichte Mäntel herstellen. Andere Erfindungen des Prinzen waren: künstliche Edelsteine, künstliches Wachs, eine Art ewiges Licht, Kunstseide, eine Eisenlegierung für leichtere Kanonen und Mehrfarbendruck bei nur einem Druckvorgang.
Raimondo war Freimaurer und offensichtlich Mitglied der internationalen Geheimverbindung der Rosenkreuzer.
In der sogenannten Krypta der Cappella Sansevero sind hinter Glas zwei Skelette aufbewahrt, angeblich von Raimondo vorbereitet, deren Adern- und Venengeflecht seit dem 18. Jahrhundert vollständig erhalten geblieben ist.
Raimondo starb 1771 in Neapel.